# Maslinica
Maslinica (italienisch Porto Olivetto / Porto Oliveto) ist ein kleiner Hafen auf der Insel bzw. Gemeinde Šolta in der kroatischen Gespanschaft Split-Dalmatien in der Adria gegenüber von Split westlich von Brač. Maslinica gehört zu Grohote und hat 208 Einwohner. Das Zentrum des westlichsten Orts der Insel ist das Schloss Martinis Marchi, heute ein Luxushotel mit Marina für knapp 60 Boote.

## Geografie und Verkehr

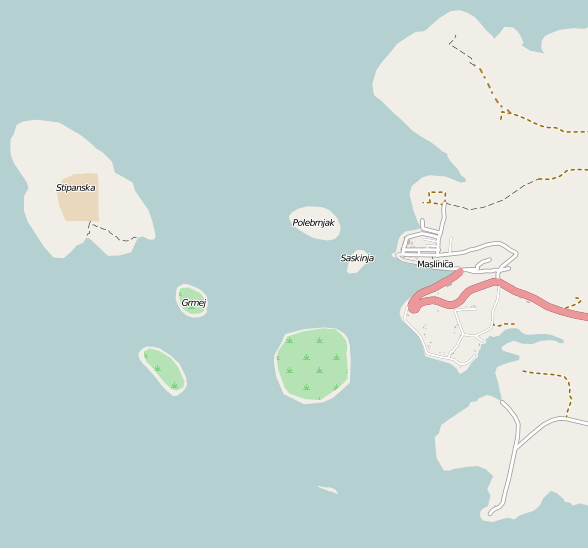
[http://www.openstreetmap.org/?lat=43.3969938755035&lon=16.2052845954895&zoom=14 OpenStreetMap Maslinica

Zum Ort gehört das Gebiet um die Bucht sowie die sieben im Westen vorgelagerten kleinen Inseln Stipanska, Polebrnjak, Saskinja, Grmej (Gmej), Rudula (Radula), Balkun und Kamičić hrid.
Der Ort ist mit dem Festland (Split) über Autofähren und Katamaranfähren via Rogač oder Stomorska verbunden. Er ist 7,5 km vom Hauptort der Insel, Grohote an der Staatsstraße D111, entfernt. Von Rogač aus verkehren Busse nach Maslinica, die sich an den Fahrzeiten der Fähren orientieren.

## Wirtschaft

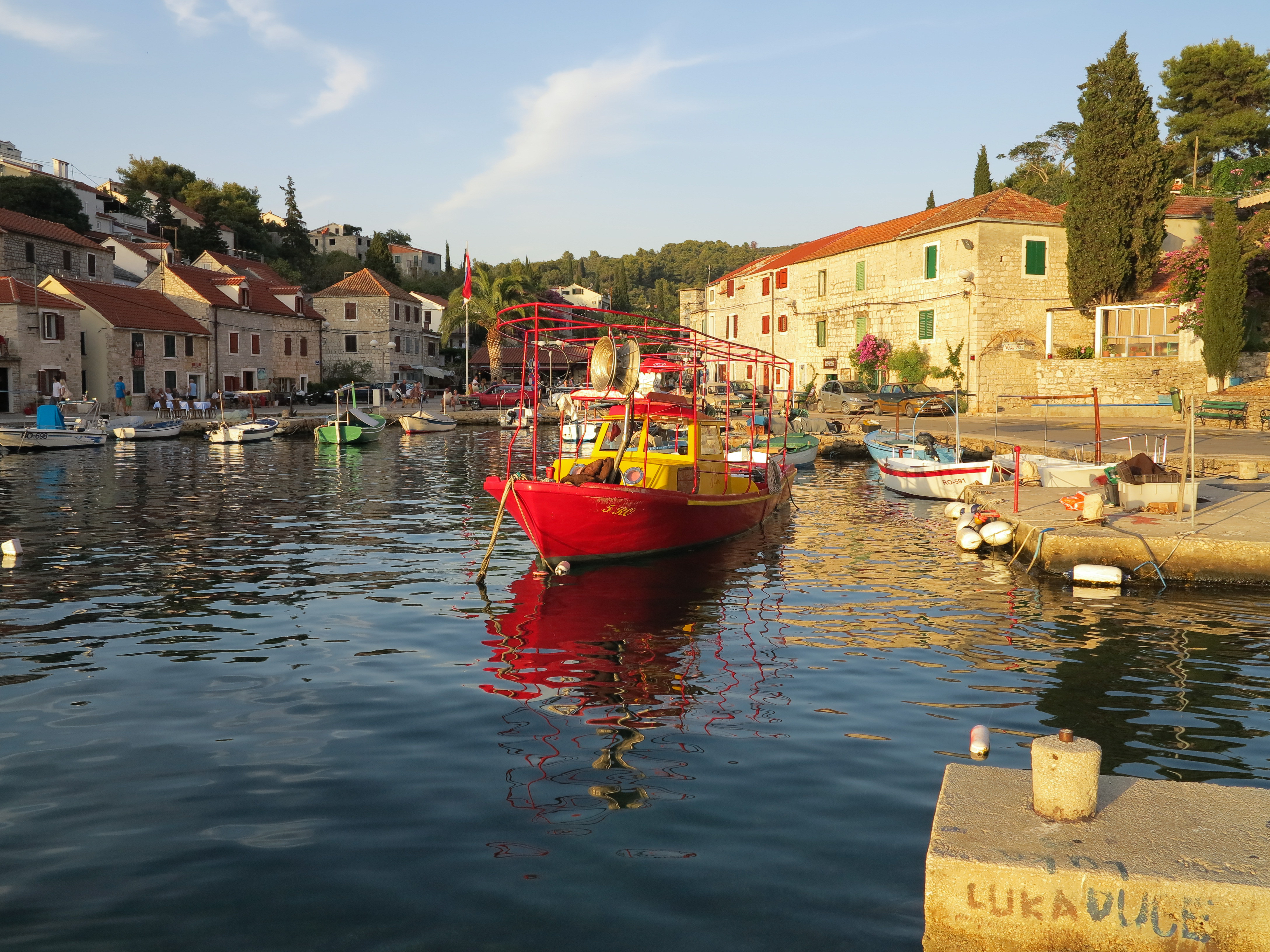
Südliche Buchtseite

Das am südlichen Ortsrand liegende Schlosshotel Martinis Marchi ist der touristische Leitbetrieb der Insel Šolta. Unmittelbar davor liegt die Marina. Der Ort lebt vom Tourismus. Es gibt eine Touristinformation, einige Restaurants und ca. 30 Privatquartiere. Fischfang oder Landwirtschaft spielen heute keine Rolle mehr. Die früheren Olivenöl-Plantagen und Weingärten sind weitgehend verwildert.
2012 wurde die neue Saisonmarina eröffnet. Es gibt Liegeplätze für 50 Boote bis zu 30 m Länge und sieben Liegeplätze für Megayachten bis 50 m Länge an der Außenseite des Wellenbrechers. Für die Stromversorgung der Boote und Yachten sorgt ein 350 kW-Kraftgenerator, der unterirdisch im angrenzenden Schloss untergebracht ist.

## Geschichte

### Martinis Marchi

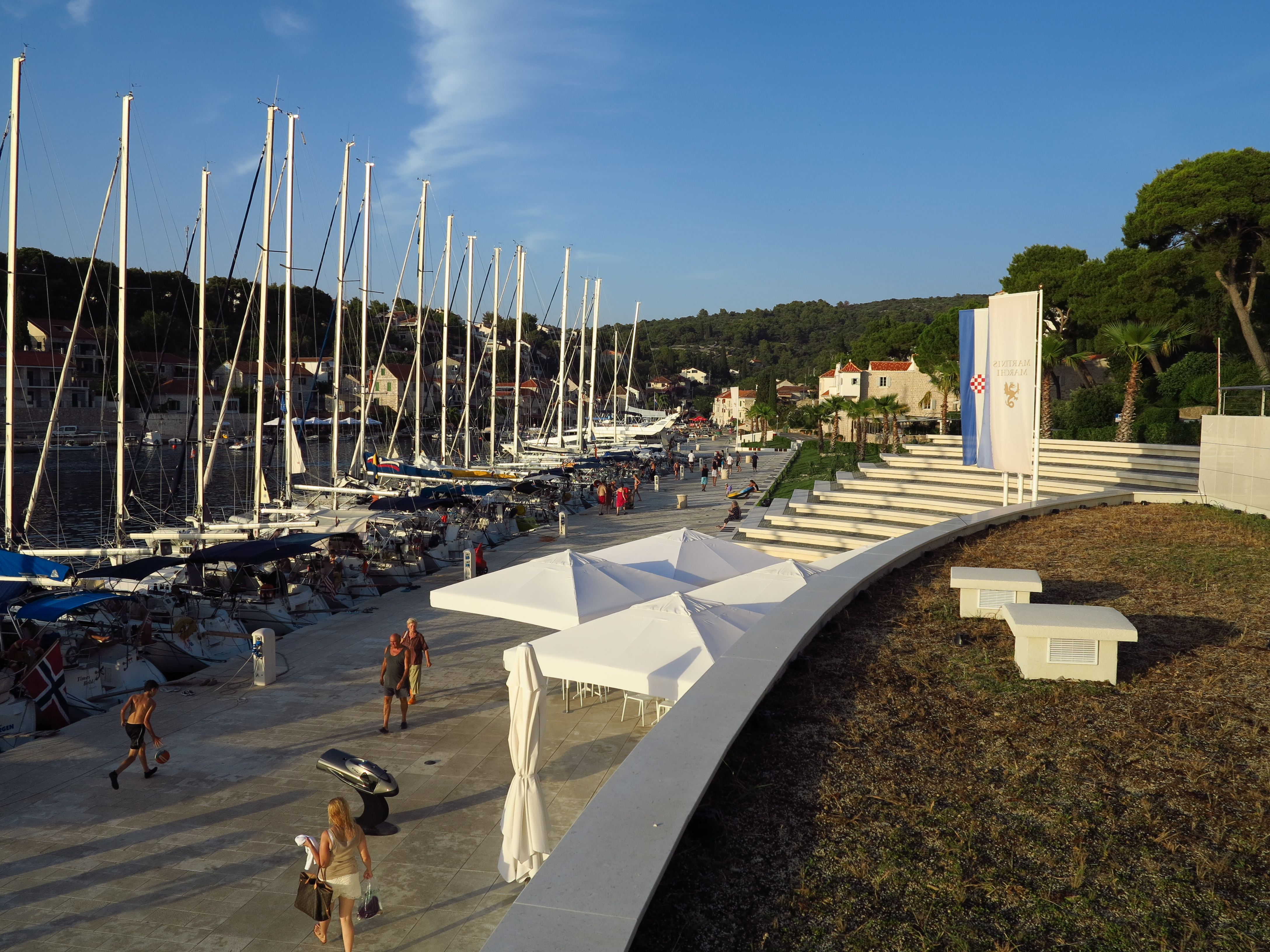
Neue Marina von 2012

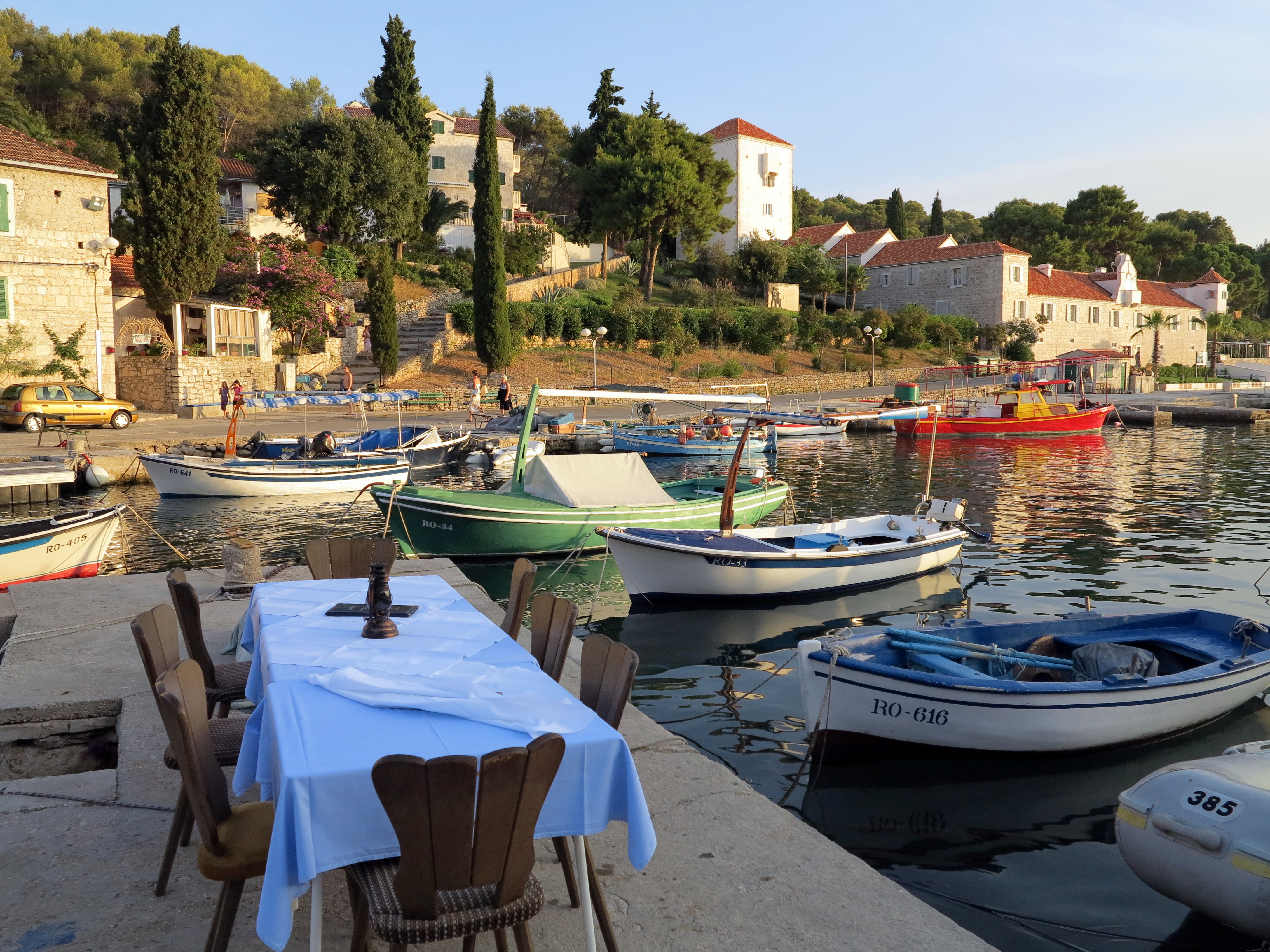
Alter Hafen

Die Insel Šolta war vom 14. Jahrhundert bis 1905 im Besitz des Adels von Split bzw. der Katholischen Kirche. Die Nähe zur Stadt, ca. 17 km mit dem Schiff, prädestinierte die Insel zu einem wichtigen Lieferanten für Holz, Kalk, Fleisch, Fisch, Öl, Wein, Mandeln Johannisbrot, Feigen und Honig.
Nach dem 6. Ottomanisch-Venezianischen Krieg (1684–1699) plante die venezianische Adelsfamilie Marchi den ganz im Westen liegenden Teil der Insel landwirtschaftlich zu erschließen und zu schützen. Der Universalgelehrte Ivan Petar Marchi errichtete mit seinen Brüdern Juraj und Ian von 1706 bis 1708 einen befestigten Turm, ein Dorf und eine Kirche in der damals verwilderten Bucht. 200 Hektar Land kauften sie von der Adelsgemeinde Split. Der venezianische Gouverneur Alviso Moceniga II. erteilte am 25. August 1703 die Baugenehmigung. Das Gebäude, das heute „Martinis Marchi“ heißt, erinnert an den südlichen Teil des Diokletianspalasts in Split. Ivan Marchi korrespondierte zu dieser Zeit mit den damaligen österreichischen Stararchitekten Johann Bernhard Fischer von Erlach, dem er Pläne und Unterlagen zum Diokletianspalast zukommen ließ. Zur Zeit der Österreichisch-Ungarischen Monarchie wird der Ort in der Verwaltung bis 1918 mit dem italienischen Namen Porto Olivetto angeführt.
Das Gebäude von Martinis Marchi wirkt sehr festungsartig. Zu dieser Zeit hatte man sicher noch nicht vergessen, dass am Festtag des hl. Johannes des Täufers im Jahre 1669 Piraten aus Ulcinj das rund 5 km entfernte Dorf Donje Selo verwüstet und 64 Männer als Sklaven mitgenommen haben. Das neue Kastell in Maclinica diente als sicherer Zufluchtsort für Seeleute und Siedler, die aus dem Hinterland wie Zagora, Zaostrog, Prugovo bzw. Montenegro und Bosnien hier her gebracht wurden, um Olivengärten und Weinberge für die Marchis anzulegen. Auf den Olivenanbau geht auch der Ortsname zurück. Maslinica heißt auf Kroatisch kleine Olive. Die Urbarmachung erfolgte weniger durch die Arbeit erwachsener Männer, die mussten als Soldaten dienen oder auf Galeeren rudern, sondern durch die Frauen, Kinder und älteren Menschen. In der Inschrift über dem Haupteingang heißt es: Für ein sicheres Anlegen der Seeleute in Maslinica, errichteten der Fürst und die Gebrüder einen Tempel des Glaubens, den Sammelplatz für Wasser, indem sie für ihre Bedürfnisse den Berg ausgruben, Kolonisten ansiedelten, unter enormen Ausgaben, im Jahre des Herrn 1708.
Die Gebrüder errichteten 1706 auf dem Hügel über dem Ort anstelle eines älteren Baus die Kirche des hl. Nikolaus von Myra, dem Schutzpatron der Seefahrer. Von der Vorgängerkirche ist eine schöne Altarmensa aus der Renaissance erhalten geblieben. Bei der Kirche fand man ein Fragment einer altkroatischen Fensterschranke aus dem 11. Jahrhundert.
Dass „Martinis Marchi“ eines der ersten Gebäude in Maslinica war, ist sehr unwahrscheinlich. Auf der Insel Šolta finden sich mehrere prähistorische Hügelgräber. Auf der Vela Straža gab es eine illyrische Festung. Viele antike Funde der Insel sind im Archäologischen Museum Split ausgestellt. Während man zur Zeit des nahezu tausendjährigen römischen Friedens an der Küste siedelte, römische Mauerreste finden sich etwa auf dem Inselchen Stipanska vor Maslinica, wurde das Leben an der Küste im Mittelalter wieder gefährlicher. Da Šolta im Grenzgebiet zwischen Osmanischem Reich und der Republik Venedig lag, war die Gefahr von Plünderungen und Überfällen, insbesondere durch die Piraten von Omiš groß, weshalb es über Jahrhunderte nur Orte im Inselinneren gab.
Einen detaillierten Einblick in das Leben in Maslinica geben die Tagebucheintragungen des Gelehrten Francesco Carrara, der im Zuge einer Schiffsreise von Split nach Zadar und Triest am 19. Oktober 1843 in den Ort kam. Die Familie Martinis ist der Eigentümer von ganz Maslinica. Sie muss die gesamte Bevölkerung mit Wasser und Brot versorgen, und die Leute sind als Gegenleistung verpflichtet, jeden Samstag das ganze Schloss und die Wohnung des Herrn zu säubern. Daneben sind die Einwohner verpflichtet, an jedem letzten Karnevalstag unter den Fenstern des Schlosses zu tanzen … Das Schloss ist sehr solide gebaut, mit einer Zugbrücke, die momentan unbeweglich ist, und halb kaputt. Hier gibt es ein unterirdisches Verlies, in das in jenen schlimmen Zeiten manch Unglücklicher geworfen wurde. Es wäre besser, wenn diese Überbleibsel der menschlichen Schande zum Teufel gingen. Übel stünde es um unsere dalmatinischen Aristokraten, wenn sie auf den Spuren der damaligen Zeiten weiter lebten. Dank sei der französischen Revolution und der österreichischen Justiz, die den größten Teil der Titel des hl. Markus und die Eitelkeit, welche die Ungarn in Dalmatien hinterließen, für ungültig erklärt haben. Da die Brüder Marchi keine männlichen Nachkommen hatten, wurde die Nichte Vicenca, die Tochter der Schwester, die mit dem Spliter Adeligen Ivan Alberti verheiratet war, die Erbin. Als Bedingung wurde vereinbart, dass sie den Nachnamen Martinis-Marchi führt. Ende des 19. Jahrhunderts war die Familie Alberti verschuldet und verkaufte den reichen Besitz nach und nach. Jahrzehntelang verfiel die Burg. In den 1960er Jahren wurde das Gebäude dilettantisch restauriert und in ein Hotel umgebaut. Die alte Inneneinrichtung wurde zerstört und das Aussehen der Räume geändert. Zuletzt diente es als kommunistisches Jugendlager. 2002 bis 2004 erhielt das Schloss im Zuge einer Komplettrestaurierung unter strikter Berücksichtigung von Denkmal- und Naturschutz sein heutiges Aussehen. Heute ist das Luxushotel mit 34 Angestellten der größte Arbeitgeber der Insel. Allerdings ist die Besitzlage ungeklärt. Die Hotelruine wurde von einem deutschen Investor auf Basis einer internationalen Ausschreibung gekauft. Die staatliche Forstbehörde hingegen vertritt die Ansicht, dass die Gemeinde die Anlage nicht hätte verkaufen dürfen.
Kapitänsamt, Landeplatz und Mole von Maslinica wurden unter der österreichischen Verwaltung 1854 erbaut. Der letzte große Umbau der Mole erfolgte 2011, als die Marina erweitert wurde.
Im 19. Jahrhundert kam der beste Wein der Insel aus Maslinica. Die besten Qualitäten mit überregionaler Bedeutung wurden in den 1870er und 80er Jahren vom Pietro degli Alberti in Porto Oliveto di Solta erzeugt. Bei der Wiener Weltausstellung 1873 erhielt er einen Ehrenpreis. Bei der Triester Ausstellung 1882 eine goldene Medaille.

### Šešula

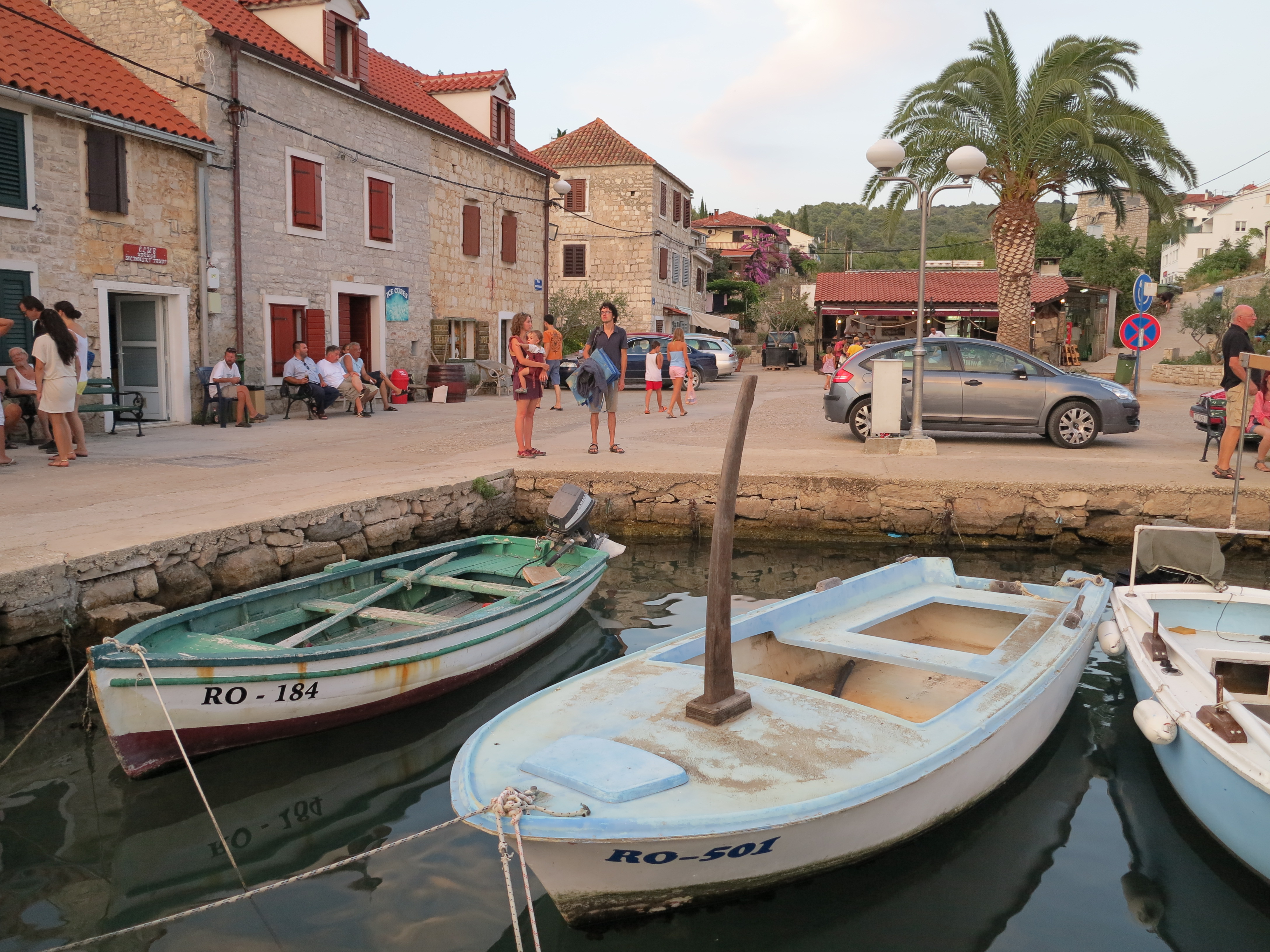
Innere Bucht

Die Nordseite der Bucht Šešula gehört zu Maslinica. Sie ist ein beliebter Ankerplatz für Yachten. Von 1885 stammt ein kreisförmiger Kalkbrennofen neueren Typs in der Bucht Šešula, bei dem das Gestein über eine Brücke mit Waggons eingebracht wurde. Die Anlage, die von Petar Alberti konzipiert war, befand sich lange im Besitz des Barons Juraj Vranyczany-Dobrinović aus Rijeka. Der Leuchtturm an der Westspitze der Insel wurde Anfang des 20. Jahrhunderts errichtet.

### Stipanska

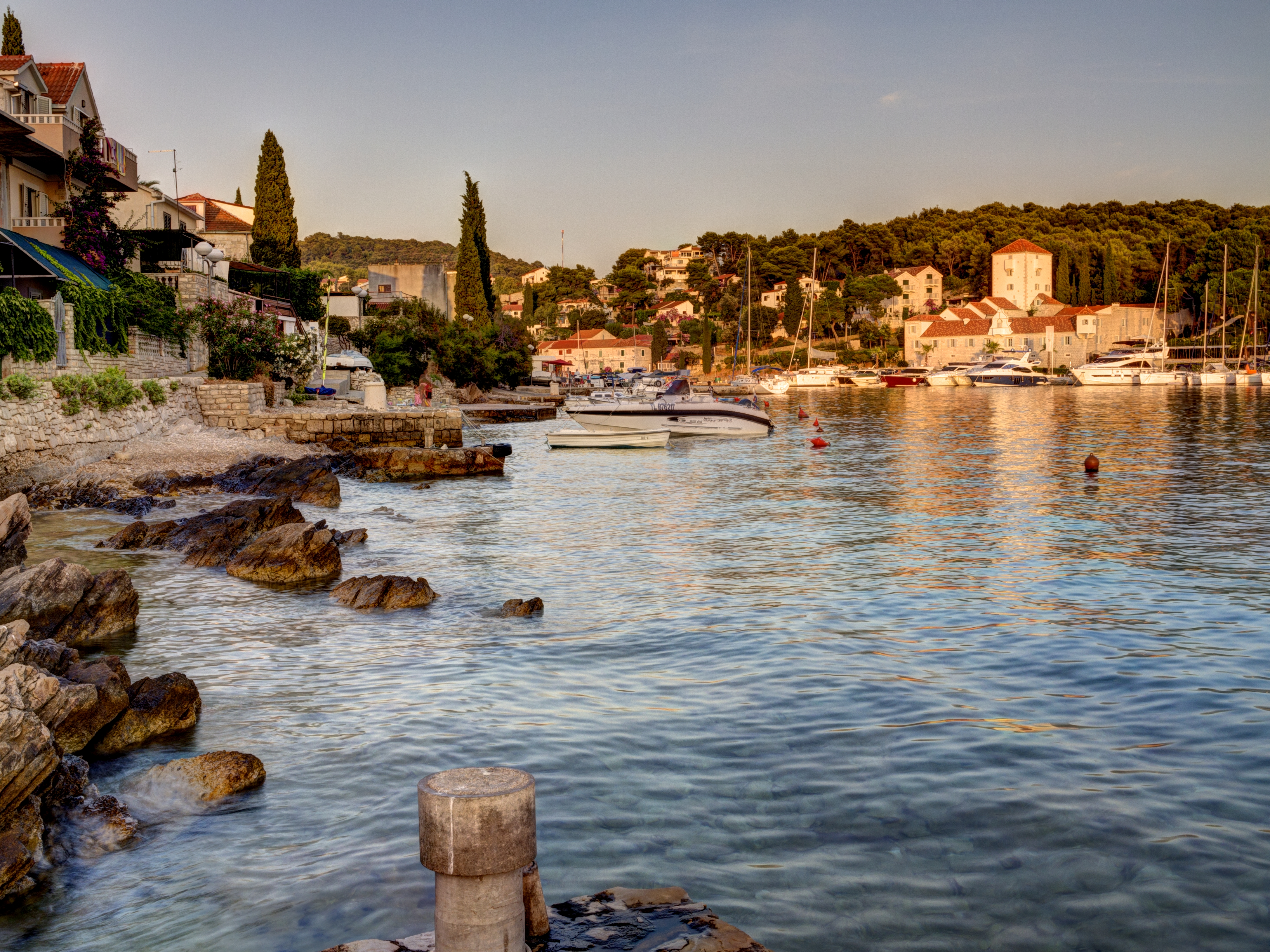
Felsen am Nordufer

Die bekannteste der sieben kleinen Inseln vor Maslinica ist Stipanska. Sie ist einer der Standorte der drei Benediktinerklöster Šoltas. Es gibt dort eine kleine Wasserquelle. Auf der Anhöhe Mostir auf der Westseite der Inseln befinden sich Ruinen einer einschiffigen altchristlichen Basilika des hl. Stephanus (10 × 7 m) aus dem 5. bis 6. Jahrhundert. An der Westseite war eine Vorhalle (Narthex) und an der Nordseite zwei Räume angebaut. In der Bucht Donji bok fand man Sarkophage und Gräber mit Tonnengewölbe des Typs a pozzetto.

## Bevölkerungsentwicklung
| Bevölkerungsentwicklung 1857–2011 | Bevölkerungsentwicklung 1857–2011 | Bevölkerungsentwicklung 1857–2011 | Bevölkerungsentwicklung 1857–2011 | Bevölkerungsentwicklung 1857–2011 | Bevölkerungsentwicklung 1857–2011 | Bevölkerungsentwicklung 1857–2011 | Bevölkerungsentwicklung 1857–2011 | Bevölkerungsentwicklung 1857–2011 | Bevölkerungsentwicklung 1857–2011 | Bevölkerungsentwicklung 1857–2011 | Bevölkerungsentwicklung 1857–2011 | Bevölkerungsentwicklung 1857–2011 | Bevölkerungsentwicklung 1857–2011 | Bevölkerungsentwicklung 1857–2011 | Bevölkerungsentwicklung 1857–2011 |
| --------------------------------- | --------------------------------- | --------------------------------- | --------------------------------- | --------------------------------- | --------------------------------- | --------------------------------- | --------------------------------- | --------------------------------- | --------------------------------- | --------------------------------- | --------------------------------- | --------------------------------- | --------------------------------- | --------------------------------- | --------------------------------- |
| 1857                              | 1869                              | 1880                              | 1890                              | 1900                              | 1910                              | 1921                              | 1931                              | 1948                              | 1953                              | 1961                              | 1971                              | 1981                              | 1991                              | 2001                              | 2011                              |
| 92                                | 0                                 | 123                               | 157                               | 173                               | 171                               | 169                               | 199                               | 180                               | 191                               | 179                               | 147                               | 64                                | 69                                | 174                               | 208                               |